# Érika Martins
Érika Menezes Martins (Amparo, 3 de outubro de 1978) é uma cantora, compositora e guitarrista brasileira.
Entre 1997 e 2004 foi vocalista da banda Penélope e, de 2015 a 2023, foi também vocalista do Autoramas. Fez parte do projeto de covers da jovem guarda Lafayette & os Tremendões que acompanhava o organista Lafayette - entre 2004 e 2021.
Atualmente viaja com o show solo que conta a sua história, é MC/apresentadora do projeto que criou “Chuveiro in Concert" (um karaokê com banda) e é jurada no programa Canta Comigo da RecordTV.

## Biografia
Cria a banda Penélope (chamada Penélope Charmosa até 1999) em 1996 que grava seu primeiro CD Mi Casa, Su Casa em 1998, lançado em 1999, atingindo 50 mil cópias vendidas. Em 2004 a banda terminou, após lançar mais dois álbuns e participações em festivais de expressão como o Rock in Rio III, em 2001.
Em 2004, com Lafayette (ex-tecladista do Roberto Carlos), Gabriel Thomaz, Bacalhau (Autoramas), Renato Martins (Canastra), Melvin (Carbona) e Nervoso (Nervoso & os Calmantes), cria a banda o Lafayette & os Tremendões, dedicado à Jovem Guarda.
Em 2007, monta a banda Érika Martins e os Telecats, com o guitarrista Bjorn Hovland, a baixista Carla Kieling e o baterista Márcio Ribeiro.
Em 2009, lançou o seu primeiro e homônimo álbum solo, co-produzido por Tom Capone, Carlos Eduardo Miranda, Constança Scofield e Tomas Magno. O disco, que entrou na lista de melhores do ano pelo jornal O Globo, contou com a participação da cantora mexicana Julieta Venegas na faixa e no videoclipe de "Lento".
Em 2010, lançou Curriculum, comemorando 10 anos de carreira. Um álbum-coletânea abrangendo toda sua carreira, incluindo as passagens pelo Penélope, Lafayette & Os Tremendões, sua carreira solo e participações especiais (como em "A Mais Pedida", do Raimundos, e no cover de "In Between Days", original do The Cure, no disco solo do cantor Herbert Vianna).
O próximo disco, Modinhas, foi inspirado no gênero modinha, foi lançado em janeiro de 2014 pela gravadora Coqueiro Verde e selo Toca Discos, sendo produzido por Felipe Rodarte, gravado no estúdio Toca do Bandido (RJ) e teve a participação do cantor pernambucano Otto, o duo chileno Perrosky, o grupo Autoramas, Nevilton, João Viana, Humberto Barros e Fred (ex-Raimundos). O disco conta com uma faixa inédita do Tom Zé, em parceria com Elifas Andreato, feita especialmente para Érika cantar. O release do disco foi feito pelo escritor Xico Sá. A capa do disco foi inspirada nos bordados do norte de Portugal, de onde era o seu pai, e nos Lenços de namorados. O disco recebeu excelentes críticas por todo o Brasil, incluindo a cotação máxima do jornal O Globo.
Érika foi também a voz feminina do grupo Lafayette & Os Tremendões e idealizadora e apresentadora do projeto Chuveiro in Concert, que esteve em cartaz todos os domingos de janeiro e fevereiro/2014 no MAM/RJ na Festa Bailinho do produtor e ator Rodrigo Penna.
Do começo de 2015 até 2023, Érika foi também integrante da banda de rock Autoramas. Érika tocou guitarra, percussão e teclados, além de também ser vocalista. Com a banda gravou os álbuns O Futuro dos Autoramas, Libido e Autointitulado.
Em 20 de setembro de 2019, lançou a faixa "A Verdade Liberta", escrita por Sérgio Britto, dos Titãs. A canção foi produzida pelo ex-marido e colega de banda nos Autoramas, Gabriel Thomaz; executada por Érika (vocais), Gabriel (guitarra), Fernanda Offner (baixo) e Fernando Fonseca (bateria); gravada por Paulo Gervilla; mixada e masterizada por Alê Zastras; e transformada em clipe produzido por Manausmacaco. Ainda em setembro de 2019, Érika participou do festival Rock in Rio com o grupo Titãs.
Em novembro de 2019, lança outro single solo, chamado "Tudo menos música".
Em 2021, integrou o supergrupo Bruxas Exorcistas formado por diversas vocalistas femininas Virginie Boutaud (Metrô), Lovefoxxx (Cansei de Ser Sexy), Apolonia Alexandrina (Anvil FX), Marya Paraguaia (Grupo Escambau), Camila Costa e Emilie Ducassé.
Em 2022, gravou "Con El Mundo a Mis Pies", tema dos personagens de Aline Moraes e Cauã Reymond para a trilha da novela Um Lugar ao Sol da Rede Globo.
Em 2023, lançou "Céu de Planetário", primeira composição e feat com Fernanda Takai.
Em 2024, sai com a turnê comemorativa Penélope 25 anos do álbum Mi Casa, Su Casa. No mesmo ano, no festival Rock in Rio, as bandas Penélope e Pato Fu fazem um show juntas no Palco Sunset.

## Discografia

### Álbuns de estúdio
| Álbum         | Detalhes                                                                                                |
| ------------- | --- |
| Érika Martins | - Lançamento: 28 de setembro de 2009 - Formatos: CD, download digital - Gravadora: Warner • Toca Discos |
| Modinhas      | - Lançamento: 3 de junho de 2013 - Formatos: CD, download digital - Gravadora: Toca Discos              |

### Coletâneas
| Álbum      | Detalhes                                                                                   |
| ---------- | ------------------------------------------------------------------------------------------ |
| Curriculum | - Lançamento: 31 de maio de 2010 - Formatos: CD, download digital - Gravadora: Discobertas |

### Singles
| Título                             | Ano  | Álbum                         |
| ---------------------------------- | ---- | ----------------------------- |
| Sacarina                           | 2009 | Erika Martins                 |
| Vou te Esperar                     | 2010 | Erika Martins                 |
| Lento (part. Julieta Venegas)      | 2010 | Erika Martins                 |
| Fundidos                           | 2013 | Modinha                       |
| Memorabília                        | 2013 | Modinha                       |
| Serial Lover (part. Sérgio Britto) | 2022 | Não adicionado à nenhum álbum |

### Outras aparições
| Título                     | Ano  | Outros artistas | Álbum                                      |
| -------------------------- | ---- | --------------- | ------------------------------------------ |
| Educação Sentimental II    | 2001 | Biquini Cavadão | 80                                         |
| Let me Sing, Let me Sing   | 2004 | Autoramas       | O Baú do Raul: Uma Homenagem a Raul Seixas |
| In Between Days            | 2005 | Herbert Vianna  | Coletânea Brazil                           |
| "Ainda Queima a Esperança" | 2007 | —               | Eu Não Sou Cachorro Mesmo                  |
| I Will                     | 2008 | —               | Paul McCartney Letra & Música              |
| Goodbye                    | 2009 | —               | Beatles 69 - Vol.2                         |
| Me Provocar                | 2010 | —               | Festa Iê Iê Iê                             |
| Barra Limpa                | 2019 | Martinha        | Minha História                             |